# Pedro Reyes (Künstler)

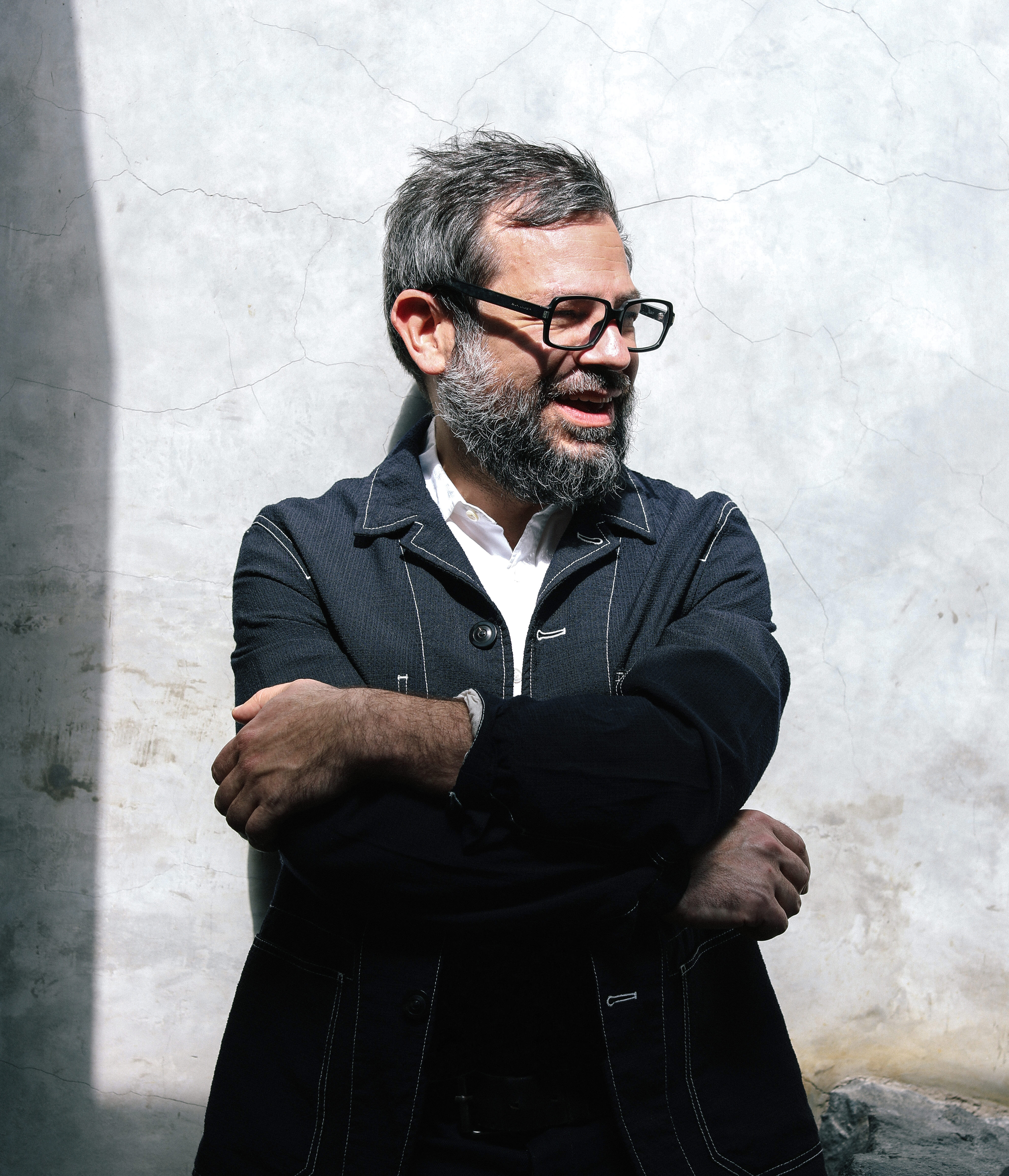
Pedro Reyes (2018)

Pedro Reyes (* 1972 in Mexiko-Stadt) ist ein mexikanischer Bildhauer.

## Leben und Werk
Pedro Reyes studierte Architektur an der Universidad Iberoamericana Ciudad de México.
2008 begann Reyes mit seinem fortlaufenden Projekt Palas por Pistolas. Gemeinsam mit den örtlichen Behörden startete Reyes eine Kampagne, bei der die Bürger von Culiacán aufgefordert wurden, ihre Waffen abzugeben. Im Gegenzug für die Waffen erhielten sie Haushaltsgeräte oder Elektronikprodukte. Insgesamt wurden so 1527 Waffen eingesammelt, anschließend von einer Dampfwalze zerquetscht und später eingeschmolzen. Aus dem so gewonnenen Metall wurden 1527 Spaten hergestellt, mit denen 1527 Bäume gepflanzt wurden. Ein Nachfolgeprojekt ist Disarm (2012), bei dem  6700 Waffen in eine Serie von Musikinstrumenten transformiert wurden.
Seit 2011 läuft Reyes’ Projekt „Sanatorium“, welches 2012 auf der dOCUMENTA (13) präsentiert wurde. Es handelt sich dabei um eine utopische, provisorische Klinik, in der typische Krankheiten von Städtern wie Stress, Einsamkeit oder Angstgefühle behandelt werden sollen.

## Ausstellungen
- 24. Juni bis 25. November 2020, Museum Tinguely Basel: Return to Sender ("Zurück an Absendende")[5]
- 2022 Marta Herford

## Belege
1. ↑  Serpentine Galleries Park Nights 2018: Pedro Reyes, Manufacturing Mischief abgerufen am 11. April 2019 (englisch)
2. ↑  Pedro Reyes abgerufen am 11. April 2019 (englisch)
3. ↑  Pedro Reyes abgerufen am 11. April 2019 (englisch)
4. ↑  dOCUMENTA (13). Das Begleitbuch/The Guidebook. Katalog/Catalog 3/3., Seite 292, 2012, ISBN 978-3-7757-2954-3
5. ↑  Badische Zeitung: Gewehrläufe zu Orgelpfeifen - Kunst - Badische Zeitung. Abgerufen am 19. Juli 2020.

| Personendaten    | Personendaten           |
| ---------------- | ----------------------- |
| NAME             | Reyes, Pedro            |
| KURZBESCHREIBUNG | mexikanischer Bildhauer |
| GEBURTSDATUM     | 1972                    |
| GEBURTSORT       | Mexiko-Stadt            |